# Objetoteca

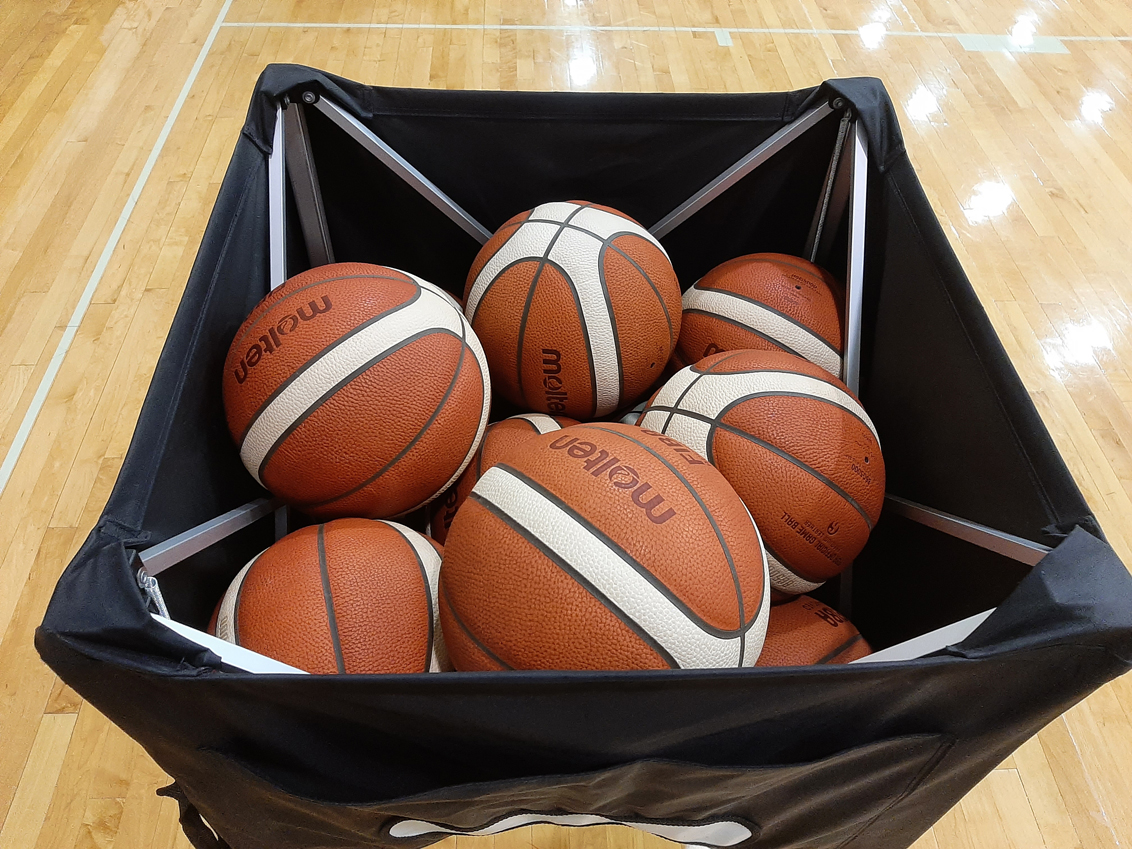
Las pelotas para deportes son un ejemplo de material deportivo que se puede prestar una objetoteca.

Una objetoteca (en inglés, library of things) es un establecimiento público que presta y acepta donaciones de objetos de uso práctico, como herramientas, muebles o accesorios deportivos. Los objetos a menudo incluyen electrodomésticos de cocina, herramientas, accesorios de jardinería, semillas, productos electrónicos, juguetes y juegos, arte, kits de ciencia, suministros para manualidades, instrumentos musicales y material recreativo como accesorios deportivos y para actividades al aire libre.
Para una objetoteca son especialmente apropiados los objetos que solo se utilizan de vez en cuando, pero ocupan mucho volumen de almacenaje, como utensilios de cocina especializados o artículos tecnológicos de nicho. Las colecciones varían ampliamente, pero van mucho más allá de los libros, revistas y medios que prestan las bibliotecas tradicionales.
Debe tenerse en cuenta que, cuando se habla en español de una "biblioteca de objetos" o de una "librería de objetos", se puede estar refiriendo a un concepto informático de la programación orientada a objetos.
Las objetotecas constituyen una tendencia creciente en las bibliotecas públicas, académicas y especiales de muchos países. También existen organizaciones independientes de las bibliotecas, como bibliotecas de herramientas (tool libraries en inglés, outillothèques en francés), ludotecas, centros comunitarios de intercambio, organizaciones sin ánimo de lucro e iniciativas individuales. La denominación en inglés library of things se popularizó gracias a un experimento de base (grassroot) iniciado en Londres en 2014, inspirado en la Biblioteca de herramientas de Toronto.
The Share Shed (cobertizo compartido, Totnes, Reino Unido) está desarrollando la primera objetoteca móvil. 
Las colecciones de las objetotecas suelen estar respaldadas por programas educativos y eventos públicos. Estos centros de préstamo y colecciones de bibliotecas son parte de la economía colaborativa y una iniciativa de economía circularː en vez de comprar un objeto al que se va a dar poco uso, se va a la objetoteca, se pide prestado (gratuitamente o pagando un importe muy inferior al precio de venta, ya sea nuevo o de segunda mano) y cuando se ha terminado de utilizar, se devuelve. De este modo se ahorran los recursos naturales y la energía necesarios para fabricar de nuevo ese objeto.
En Gales, Benthyg Cymru ha desarrollado una red para que la gente se apoye mutuamente compartiendo no sólo cosas, sino también conocimientos.

## Tipos de colecciones

### Artes y manualidades
Algunas objetotecas disponen de obras de arte para que los usuarios de la biblioteca puedan pedir prestadas litografías, carteles, pinturas y otras obras de arte visual. Otras están añadiendo útiles y materiales de manualidades para usar en la biblioteca o para prestar. Las herramientas para manualidades pueden incluir máquinas de coser, agujas de punto, troqueladoras, tijeras para cortar papel papel, kits de reparación de joyas y bordado, suministros para hacer álbumes de recortes y máquinas para fabricar botones.

### Electrónica y tecnología
Las bibliotecas llevan ya bastante tiempo prestando aparatos electrónicos como lectores electrónicos de libros, tabletas y ordenadores portátiles, pero ahora están ampliando la gama  a través de las objetotecas. La oferta de productos electrónicos se ha ampliado para incluir puntos de acceso móviles, proyectores, escáneres, GoPros, tabletas gráficas, cámaras digitales y de película, videojuegos, convertidores (de vinilo, casete y VHS a archivos digitales), pantallas verdes (para efectos especiales) y cámaras de vídeo.

### Instrumentos musicales
Se han incorporado colecciones de instrumentos a las bibliotecas, a menudo acompañadas de partituras, afinadores, amplificadores y recursos educativos. La Biblioteca Libre de Filadelfia lanzó su colección de instrumentos musicales en 2016. Pueden pedirse prestados una guitarra eléctrica, una mandolina, un bajo eléctrico, un ukelele, una guitarra acústica-eléctrica y un banjo. La biblioteca de Lopez Island, Washington, presentó un "zoológico de mascotas" de instrumentos musicales, que incluye instrumentos como guitarras acústicas y eléctricas, banjo, violonchelo, clarinete, fiscornio, trompa, teclado eléctrico, flauta dulce, ukelele, viola y violín. En Oregón, la colección de música de la objetoteca de los servicios bibliotecarios del condado de Jackson incluye una batería eléctrica de mesa y una kalimba. Music Broth en Escocia cuenta en 2024 con alrededor de 3000 instrumentos. Fundada en Glasgow en 2017, su biblioteca incluye de todo, desde guitarras hasta laúdes, domras, violines, dulcémeles y equipos de música electrónica, e incluso equipos para eventos. El Ayuntamiento de Madrid presta instrumentos musicales a los alumnos de conservatorios empadronados en esa ciudad.

### Instrumentos de cocina
Se pueden pedir prestados para uso doméstico equipos de cocina especializados, como deshidratadores, máquinas para hacer palomitas de maíz, máquinas para hacer helados, freidoras de aire, ollas a presión o licuadoras.Los moldes para pasteles y los utensilios para hornear novedosos (por ejemplo de silicona) han sido adiciones particularmente populares a las bibliotecas, y se han creado muchas colecciones independientes.

### Jardinería y bibliotecas de semillas
Las bibliotecas de semillas han surgido como parte de las colecciones de bibliotecas públicas. Muchas "prestan" semillas a los usuarios para que las planten, cosechen y devuelvan una cantidad de semillas cosechadas igual a la que se llevaron. Algunas bibliotecas de semillas se han convertido en un punto de fricción con los departamentos (consejerías) de agricultura de los gobiernos estatales.
Los equipos agrícolas, las herramientas de jardinería y los suministros de jardinería también forman parte de las objetotecas, y pueden incluir rastrillos, cortasetos, podadoras, herramientas manuales, sopladores de hojas o cortadoras de césped. Algunas bibliotecas también están creando jardines comunitarios donde los usuarios de la biblioteca pueden pedir prestada una parcela de jardín para la temporada de cultivo. Los huertos comunitarios también son frecuentes.

### Herramientas para el hogar

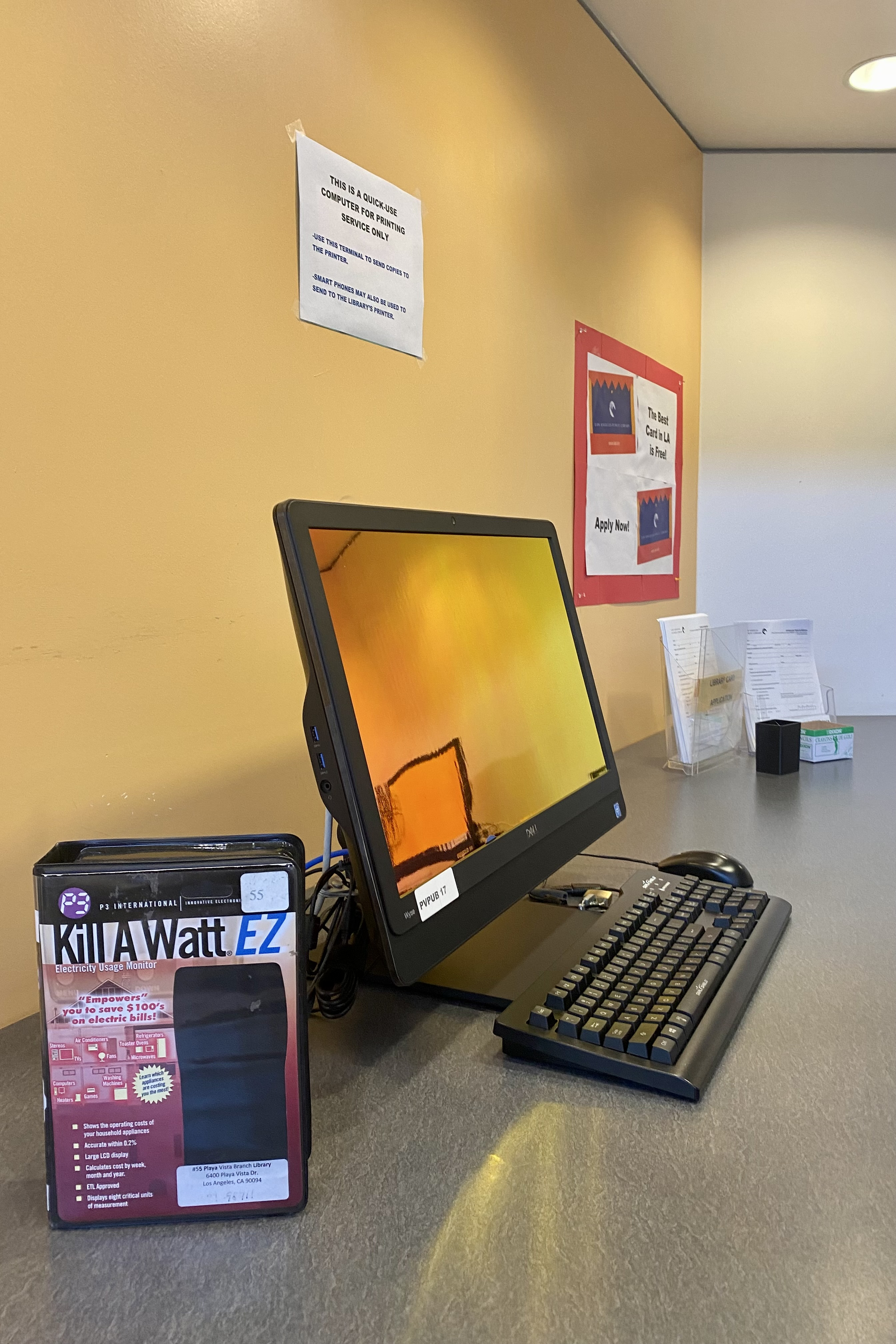
Kill A Watt, una herramienta de medición del consumo de electricidad, disponible para préstamo en una sucursal de la Biblioteca Pública de Los Ángeles

En algunas objetotecas se encuentran disponibles para préstamo herramientas de monitorización del hogar, como cámaras térmicas (permiten ver por dónde se escapa el calor, para aplicar aislamiento), detectores de fugas, medidores de calidad del aire, termómetros infrarrojos, medidores de energía y otros.

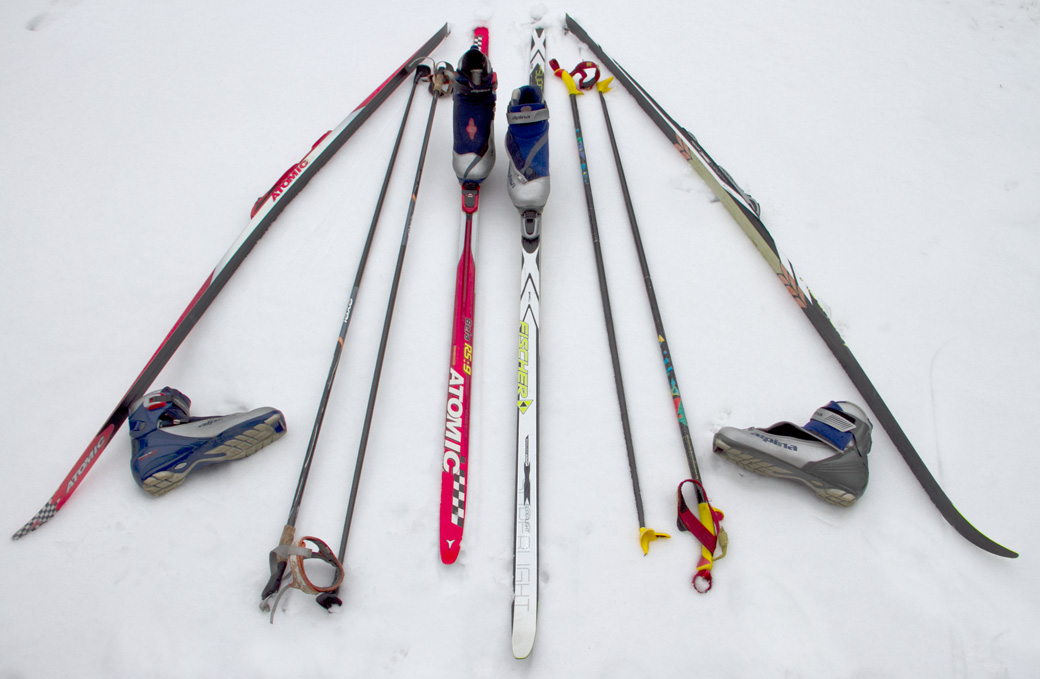
Equipo de esquí

### Ocio
Algunas bibliotecas están incorporando objetos para que los usuarios disfruten del ocio al aire libre, a veces en colaboración con los departamentos locales de parques y jardines. Entre ellos pueden citarse cañas de pescar, frisbees, bates y pelotas de whiffle ball (una versión para niños del béisbol), kits de observación de aves, croquet, bádminton, bochas o pickleball.
De manera similar, las bibliotecas están prestando suministros para fiestas con fines recreativos y sociales, incluidos artículos como máquinas de burbujas, algodón de azúcar y karaoke, fuentes de chocolate o equipos de música.

### Ciencia e impresión 3D
La cultura maker ha tenido una influencia en las colecciones disponibles en las objetotecas, y como resultado hay disponibles littleBits, Arduino, Makey Makey, Raspberry Pi, kits de robótica, juguetes de codificación, impresoras 3D y cortadores de vinilo y láser. De manera similar están entrando en las colecciones herramientas científicas como microscopios digitales, telescopios, fotómetros y kits científicos temáticos.

### Herramientas
Las bibliotecas de herramientas han ganado popularidad como centros de préstamo independientes en muchas ciudades, y las bibliotecas públicas estadounidenses también están incorporando colecciones de herramientas para préstamo. Las herramientas manuales y eléctricas para mejoras del hogar, construcción y carpintería fina son adiciones populares a las bibliotecas y a menudo se acompañan de cursos de formación.

### Juguetes
Las ludotecas tienen una historia más larga, que se remonta a la Gran Depresión.Sin embargo, solo recientemente las bibliotecas han comenzado a adoptar el concepto de ludotecas y han introducido colecciones de marionetas, juegos de mesa, muñecas American Girl, rompecabezas, juegos de construcción y otros juguetes en sus colecciones.

### Otros
El movimiento de la biblioteca de cosas se está expandiendo para incluir una gama cada vez más amplia de artículos. Los objetos incluyen corbatas (se ha acuñado, el neologismo tiebrary, de tie, corbata, y library, que se ha traducido por corbateca) animales disecados, pases para museos o trajes de Papá Noel. La Biblioteca Pública de Palm Harbor en Florida tiene una colección de juegos de rol como Dragones y mazmorras (las colecciones de juegos de rol de Mark Mazurek).

## Lista de organizaciones

### Bibliotecas tradicionales
- Biblioteca pública del condado de Allen–Fort Wayne, Indiana, Estados Unidos[51]
- Bibliotecas de Altadena, California[52]
- Biblioteca del distrito de Ann Arbor, Michigan
- Biblioteca pública de Banff (Alberta), Canadá[53]
- Biblioteca Pública Bangor, Maine
- Biblioteca pública de Berkeley, California
- Biblioteca de la ciudad de Beaverton, Oregón
- Biblioteca Pública de Boston[54]
- Biblioteca de la ciudad de Bremen, Alemania[55]
- Sistema bibliotecario de Bridges, condados de Waukesha y Jefferson, Wisconsin[56]
- Biblioteca pública de Brookline, Massachusetts
- Bibliotecas de Michigan capital[57]
- Biblioteca memorial Cary, Lexington, Massachusetts
- Bibliotecas públicas del condado de San Luis Obispo, California[58]
- Biblioteca pública Charles M. Bailey, Winthrop, Maine[59][60]
- Sistema bibliotecario de los condados de Clinton, Essex y Franklin, estado de Nueva York[61]
- Biblioteca memorial Curtis (Brunswick, Maine)[62]
- Biblioteca pública de Deerfield (Illinois)[63]
- Biblioteca Pública de Denver, Colorado
- Bibliotecas de la ciudad de Dover (Massachusetts)
- Biblioteca pública de Elmhurst Public Library – Elmhurst, Illinois, United States[64]
- Bibliotecas Regionales de Fort Vancouver, Washougal, estado de Washington[65]
- Biblioteca pública de Glencoe (Illinois)[66]
- Biblioteca pública de Glenview (condado de Cook, Illinois)[67]
- Biblioteca pública de Hartford, Connecticut
- Biblioteca pública de Highland Park, Illinois[68]
- Biblioteca pública de Hillsboro, Oregon, United States
- Bibliotecas del condado de Jackson (Oregón)[69]
- Biblioteca Jefferson Parish Library – Metairie, Louisiana, United States[70]
- Biblioteca pública de Keene (Nuevo Hampshire)[71]
- Biblioteca pública de Kitchener, Ontario, Canadá[72]
- Biblioteca regional del condado de Kitsap, estado de Washington
- Biblioteca pública de La Grange Park (Illinois)[73]
- Biblioteca de Lake Forest (Illinois)[74]
- Biblioteca pública de Lincolnwood, Illinois[75]
- Biblioteca pública de Livingston (Nueva Jersey)
- Biblioteca pública de Maitland, Florida
- Biblioteca pública de Matteson, Illinois[76]
- Biblioteca pública de Mesa, Arizona
- Biblioteca de distrito de Niles (Illinois)-Municipio de Maine (condado de Cook), Illinois[77]
- Biblioteca pública de Pasadena (California)[78]
- Biblioteca cooperativa del condado de Pasco, Florida[79]
- Biblioteca pública cooperativa del condado de Pinellas, Clearwater, Florida
- Biblioteca pública de Reading, Massachusetts
- Biblioteca pública del condado de Richland, Carolina del Sur[80]
- Biblioteca de Robbins, Arlington, Massachusetts[81]
- Biblioteca pública de Sacramento, California[82]
- Biblioteca del condado de Salt Lake, Utah[83]
- Biblioteca pública de Skokie, Illinois[84]
- Biblioteca pública de Somerville, Massachusetts, United States[85]
- Biblioteca pública de Springvale, Maine
- Biblioteca pública de St. Charles (Illinois)[86]
- Biblioteca pública de Sweetwater, Tennessee
- Biblioteca pública de Telluride, Colorado
- Biblioteca libre de Urbana, Illinois[87]
- Biblioteca de la ciudad de Ulm, Alemania[88]
- Biblioteca pública de Waterloo, Ontario, Canadá[89]
- Biblioteca pública de Watertown, Massachusetts[90]
- Biblioteca pública de  Washington-Centerville, Ohio
- Biblioteca pública de Wayland (Massachusetts)
- Biblioteca pública del oeste de Chicago, Illinois[91]
- Biblioteca pública de Wilmette, Illinois[92]
- Biblioteca pública de Winnetka-Northfield (Illinois)[93]

### Entidades independientes
- Objetoteca de Kassel, Alemania
- Biblioteca de Herramientas de Belfast, Irlanda del Norte[94]
- Objetoteca (benthyg) de Cardiff, Gales[95]
- Objetoteca de Bratislava, Eslovaquia
- Objetoteca (Leihbar, literalmente "prestable") de Bonn, Alemania[96]
- Objetoteca (Borrow Don't Buy, literalmente "pide prestado, no compres") de Plymouth, Reino Unido[97]
- Biblioteca de Herramientas de Brunswick, Melbourne|Melbourne, Australia]][98]
- Biblioteca de Herramientas de Chicago, Illinois
- Centro Círculo de Lund, Suecia
- De Spullenier (literalmente "el prestador de herramientas"), Utrecht, Países Bajos
- Biblioteca de Herramientas de Edmonton, Canadá[99]
- Biblioteca de Herramientas de Edimburgo, Escocia[100]
- Biblioteca de Herramientas de Glasgow, Escocia[101]
- Biblioteca de Herramientas de Halifax, Canadá[102]
- Biblioteca de Herramientas de Hull, Yorkshire del Este, Reino Unido[103]
- Cosería (thingery) de Ilkley, Reino Unido
- Cosas en Común de Islington, Londres
- Knjižnica REČI, Liubliana, Eslovenia
- La Manivelle, Ginebra, Suiza
- La Manivelle, Lausana, Suiza
- LEIHOTHEK (literalmente "prestoteca"), Münster, Alemania
- Leila, Berlín
- Leila, Leipzig, Alemania
- Leihlager (literalmente "lugar de préstamo"), Basilea, Suiza
- Objetoteca (benthyg) de Llanidloes, Gales[104]
- Objetoteca de Praga, República Checa
- Objetoteca de Londres
- Knihovna věcí de Brno, República Checa
- Objetoteca de Saskatoon, Saskatchewan, Canadá[105]
- Objetoteca de Kitchener, Ontario, Canadá[106]
- LUULA, Heidelberg, Alemania
- Music Broth (literalmente "caldo musical")ː biblioteca de instrumentos de Escocia
- Biblioteca de Herramientas de Seattle[107]
- Biblioteca de herramientas de la Asociación de vecinos de Phinney, Seattle[108]
- Biblioteca de Herramientas de Santa Rosa (California)[109]
- Bristol Comparte (share), Reino Unido[110]
- SHARE:Frome – Una objetoteca Somerset, Reino Unido
- SHARE:Oxford – Oxford, Reino Unido
- Cobertizo Compartido (share shed), Brisbane, Australia
- Skipton Comparte (share), Reino Unido[111]
- Depósito para Compartir (sharing depot), Toronto, Canadá[112]
- Biblioteca de Herramientas Station North, Baltimore, Estados Unidos
- Objetoteca de Sídney, Australia
- Biblioteca de Herramientas de Búfalo (Nueva York)[113]
- Biblioteca de Herramientas de Toronto, Canadá[114]
- Biblioteca de Herramientas de Vancúver, Canadá[115]
- Biblioteca de Herramientas  West Philly, Filadelfia, Estados Unidos[116]
- Biblioteca de Herramientas del Oeste de Seattle, Estados Unidos[117]